# Konventionsfuß

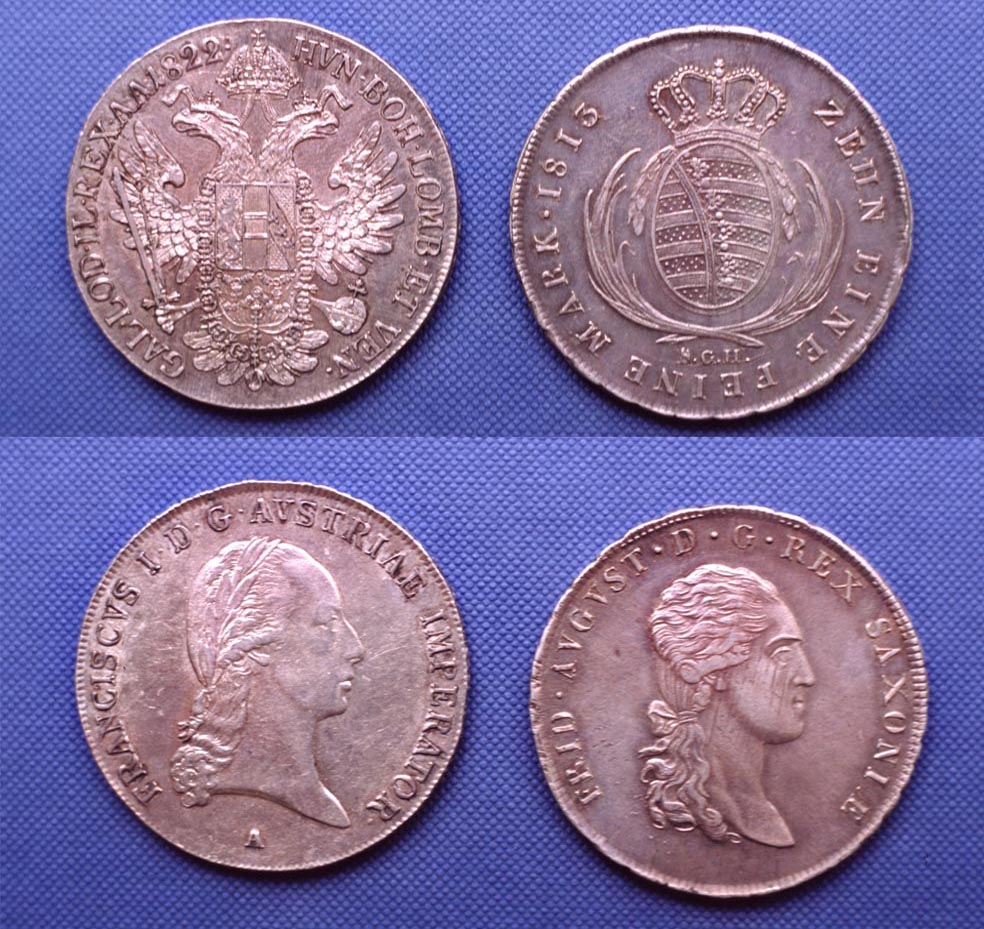
Konventionstaler Franz I. von Österreich 1822, Münzstätte Wien und Friedrich August von Sachsen 1813, Münzstätte Dresden

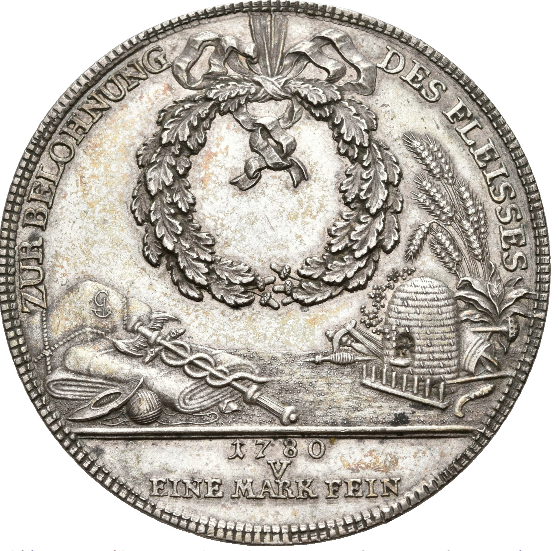
Prämiendoppeltaler, Konventionsdoppeltaler, Kurfürst Friedrich Augusts III. von Sachsen von 1780, V / EINE MARK FEIN.

Der Konventionsfuß war ein Münzfuß, der durch Konvention, d. h. Staatsvertrag, festgestellt wurde. Als Konventionsfuß wird insbesondere der Münzfuß bezeichnet, auf den sich in der Mitte des 18. Jahrhunderts Österreich mit mehreren deutschen Staaten einigte. Dieser bestimmte, dass 20 Gulden oder 10 Speziestaler (also 1 Taler = 2 österreichische Gulden) aus der kölnischen Mark feinen Silbers geprägt werden. Da die kölnische Mark ca. 233 g (mit regionalen Varianten) wog, hatte ein Gulden demnach ein Feingewicht von 11,69 g Silber.
Das nach diesem Münzfuß geprägte Geld nannte man Konventionsmünze, im Speziellen also Konventionstaler oder Konventionsgulden.
An dieser Bezeichnung wurde festgehalten, nachdem die Konventionsstaaten, außer Österreich, zu einem andern Münzfuß übergegangen waren.

## Geschichte
Österreich hatte 1747 den Leipziger Fuß (zu 12 Talern oder 18 Gulden aus der feinen Mark) verlassen und seit Juli 1748 die Taler zunächst nach einem Fuß von 19 Gulden 3⅓ Kreuzer gemünzt, ging aber am 7. November 1750 in seinen Ländern zu einem 20-Gulden-Fuß über und nannte das neue Zweiguldenstück Taler. Um das Währungsgebiet zu vergrößern und zu sichern, schloss Österreich mit Bayern am 20. September 1753 eine Konvention ab, die auch in Bayern den 20-Gulden-Fuß einführte; dieser hieß seitdem Konventionsfuß. Sachsen und viele andere deutsche Reichskreise und Stände führten ebenfalls den Konventionsfuß ein. Bayern trat jedoch vor Ablauf eines Jahres von dem Vertrag zurück und ging zum 24-Gulden-Fuß über.
Die letzte süddeutsche Konventionsmünze wurde 1838 geprägt. In Österreich erlosch der Konventionsfuß im Jahre 1857 (Wiener Münzvertrag, Einführung des Vereinstalers zu 1½ Gulden).